# میعاد در سپیده‌دم
میعاد در سپیده‌دم یک مجموعه تلویزیونی ایرانی به کارگردانی سعید سلطانی و محصول سال ۱۳۷۷ است که برای نخستین بار از شبکه سوم سیما پخش شد.
در سال ۱۳۹۸ این مجموعه تلویزیونی پس از سالها مجدداً از شبکه آی‌فیلم بازپخش شد.

## داستان
داستان این مجموعه تلویزیونی در سال پنجاه و هفت و در زمان شکل‌گیری انقلاب اتفاق می‌افتد. حامد مبارز مسلمان ایرانی جهت انجام مأموریتی ویژه به ایران می‌آید و همزمان با او الیاس یک مأمور مخفی اسرائیلی نیز وارد ایران می‌شود و درگیری میان این دو و نیز اتفاقات دیگر، قصه مجموعه تلویزیونی را تشکیل می‌دهند.

## بازیگران
- مجید مظفری - در نقش حامد آشنا، انقلابی مبارز
- جمشید جهانزاده - در نقش الیاس گلدشتاین، مامور مخفی اسرائیلی
- محمود عزیزی - در نقش رحیم، همسر ربابه و پدر فاطمه
- گوهر خیراندیش - در نقش ربابه، همسر رحیم
- شهره سلطانی - در نقش فاطمه، دختر رحیم و همسر حامد
- ناصر فخری - در نقش علی، پسر رحیم
- عباس امیری مقدم - در نقش محمود، برادر ربابه
- انوشیروان ارجمند - در نقش شارون، رییس مرکز اسرائیلی در تهران
- جمشید اسماعیل‌خانی - در نقش داریوش فرح‌پرور، مامور بلندپایه ساواک
- عسگر قدس - در نقش دی‌اسرائیل، فروشنده اطلاعات سری
- محمدهادی قمیشی - در نقش تئودور، فروشنده اطلاعات سری
- علی فروزش - در نقش شمعون شاگرد تئودور
- جعفر توکلی - در نقش حاج آقا سعیدی، روحانی محل و دوست حامد
- اصغر معینی - در نقش ساموئل، کارمند مرکز اسرائیلی
- بابک والی - در نقش یعقوب، کارمند مرکز اسرائیلی
- نصرت‌الله دستمردی - در نقش آقای حشمتی، مسوول گروه انقلابی محل
- افشین گرجه‌ای - در نقش اکبر، دستیار حامد
- محمد خرمدره - در نقش حسین، دستیار حامد
- جواد طوسی - در نقش انقلابی مبارز
- جواد زیتونی - در نقش قاسم، کارگر تعمیرگاه رحیم
- ملیحه نظری - در نقش مادر دی‌اسرائیل
- بابک نوری - در نقش یوسف، پسر محمود
- تورج فرامرزیان - در نقش ایزاک، کارمند مرکز اسرائیلی
- محمد یگانه - در نقش کلنل، دوست دی‌اسرائیل
- اکبر هنرمند - در نقش مامور ساواک
- حسین چنگی - در نقش مامور ساواک
- مرتضی زارع - در نقش عضو گروه انقلابی محل
- مهرداد نظام‌آبادی - در نقش کریم، دوست علی
- امان رحیمی - در آقای براتعلی، صاحب ویلای شمال
- منوچهر بهروج - در نقش صاحب مسافرخانه